# Orsonwelles
Orsonwelles — рід аранеоморфних павуків родини лініфіїд (Linyphiidae). Містить 13 видів.

## Систематика
У 1900 році французький арахнолог Ежен Сімон описав два види павуків Labulla torosa та Labulla graphica. У 2002 році американський арахнолог Густаво Горміга з університету Джорджа Вашингтона виокремив ці два види у новий рід Orsonwelles та описав додатково ще одинадцять нових видів з цього роду. Рід Orsonwelles названо на честь американського режисера Орсона Веллса (1915—1985), а багато з видових назв вказують на фільми режисера.

## Поширення
Всі види Orsonwelles є ендеміками Гавайських островів. Кожен вид ендемічний для одного острова — шість видів трапляється лише на Кауаї, три на Оаху, два на Молокаї і по одному на Мауї та Гаваї. Вид O. torosus з Кауаї вважається вимерлим, оскільки востаннє він був зібраний у 1890-х роках і з тих пір не збирався.

## Види
- Orsonwelles ambersonorum Hormiga, 2002 — Оаху
- Orsonwelles arcanus Hormiga, 2002 — Оаху
- Orsonwelles bellum Hormiga, 2002 — Кауаї
- Orsonwelles calx Hormiga, 2002 — Кауаї
- Orsonwelles falstaffius Hormiga, 2002 — Мауї
- Orsonwelles graphicus (Simon, 1900) — Гаваї
- Orsonwelles iudicium Hormiga, 2002 — Кауаї
- Orsonwelles macbeth Hormiga, 2002 — Молокаї
- Orsonwelles malus Hormiga, 2002 — Кауаї
- Orsonwelles othello Hormiga, 2002 — Молокаї
- Orsonwelles polites Hormiga, 2002 — Оаху
- Orsonwelles torosus (Simon, 1900) — Кауаї
- Orsonwelles ventus Hormiga, 2002 — Кауаї